# Сант'Антонио (Болоња)
Сант'Антонио (итал. Sant'Antonio) је насеље у Италији у округу Болоња, региону Емилија-Ромања.
Према процени из 2011. у насељу је живело 573 становника. Насеље се налази на надморској висини од 6 м.